# 野田市消防本部
野田市消防本部（のだししょうぼうほんぶ）は、千葉県野田市の消防部局（消防本部）。管轄区域は野田市全域。

## 概要
- 主力機械（2019年4月1日現在）
  - 普通消防ポンプ自動車：3
  - 水槽付消防ポンプ自動車：6
  - はしご付消防自動車：1
  - 化学消防自動車：1
  - 救急自動車：7
  - 指揮車：1
  - 救助工作車：2
  - 小型動力ポンプ付水槽車：1
  - 支援車：1
  - 災害対策車：1
  - 人員輸送車：2
  - 消防長車：1
  - 司令車：1
  - 広報車：2
  - 連絡車：8
  - 救急普及啓発広報車：1

【主力機械に関する参考文献：令和元年版消防年報（野田市消防本部）】

## 沿革
- 1954年（昭和29年）10月11日　野田市消防本部を開設。
- 2003年（平成15年）4月1日 松戸市消防局内に設けた千葉北西部消防指令センターに通信指令業務を委託[1]。
  - 6月6日　関宿町が野田市に編入合併。関宿町消防本部（現・野田市消防署関宿分署）を統合。

## 組織
- 本部 - 総務課、予防課、警防課
- 消防署（後述）

## 消防署
| 消防署       | 住所      | 分署                                                                | 出張所              |
| ------------ | --------- | ------------------------------------------------------------------- | ------------------- |
| 野田市消防署 | 宮崎126-2 | 中央：中野台172 北：船形1550-2 南：二ツ塚139-91 関宿：東宝珠花435-1 | 関宿北：西高野451-4 |

## 不祥事
- 2018年8月23日 - 野田市消防署北分署の男性消防士長（35歳）が、2010年9月～2018年6月までの7年9カ月間、1人暮らしをしていた賃貸住宅から市内の実家へ転居していたにもかかわらず、住所の変更を届け出ず不正に住宅手当を受給していた。不正に受け取った住宅手当は総額2,209,000円（男性消防士長が全額返納）。2018年7月、県市町村職員共済組合が消防士長へ送付した年金の関連書類が宛先不明で返送され、組合が消防本部へ連絡して発覚した。消防本部は8月23日、男性消防士長を停職（1ヵ月）の懲戒処分とした[2][3]。